# Toponomastik in Südtirol
Die Toponomastik in Südtirol ist seit Jahrzehnten immer wieder Grund für politische Auseinandersetzungen. Als Besonderheit der Südtiroler Toponomastik wird konstatiert, dass hier durch ein diktatorisches Regime eine fremdsprachige Namensschicht über die historisch gewachsenen Namen oktroyiert und nach der Rückkehr zu einem demokratischen System nicht rückgängig gemacht wurde.
Heute existieren für einen großen Teil der Orts- und Flurnamen zwei oder drei Sprachversionen in Deutsch, Italienisch und regional auch Ladinisch.

## Vorgeschichte
Die historisch gewachsenen Orts- und Flurnamen Südtirols sind das Ergebnis eines Prozesses, der sich seit vorrömischer Zeit abspielt. Viele der heutigen Namen gehen auf die Besiedlung durch rätische und italische Stämme zurück und wurden später von den einwandernden Bajuwaren übernommen und in ihre deutschen Dialekte integriert; andere wurden von diesen aus ihrer eigenen Sprache geschaffen. Auch die Ortsnamen in den ladinischsprachigen Tälern gehen zu einem großen Teil auf ältere Sprachstufen zurück und wurden im Laufe der Zeit in die heutigen Dialekte integriert.
Zur Zeit vor 1918 gab es im Bereich des heutigen Südtirols zwei weitgehend geschlossene Sprachgebiete, ein deutsches und ein ladinisches. Im amtlichen Sprachgebrauch folgte man für die Ortsnamen damals dem Grundsatz der Ortsüblichkeit. Nach der Annexion Südtirols durch Italien 1920 änderte sich dies grundlegend.

## Italianisierung der Orts- und Flurnamen
Um den Anspruch Italiens auf Südtirol zu untermauern, wurden ab 1890 durch eine Kommission unter Führung des Nationalisten Ettore Tolomei etwa 12.000 deutsche und ladinische Orts- und Flurnamen ins Italienische übertragen. Diese Arbeiten wurden in dem Nachschlagewerk Prontuario dei nomi locali dell’Alto Adige festgehalten. In drei Namensdekreten wurden 1923, 1940 und 1942 diese neuen italienischen Orts- und Flurnamen als offizielle Bezeichnungen vom faschistisch regierten Italien festgelegt. Die Dekrete von 1940 und 1942 sind 2010 außer Kraft gesetzt worden.
Der Linguist Cristian Kollmann, der als „Toponomast“ des Südtiroler Landesarchivs tätig war und Sprachexperte der Partei Süd-Tiroler Freiheit ist, untersuchte im Rahmen einer Studie die „historische Fundiertheit“ der amtlichen italienischen Orts- und Flurnamen. Als „historisch fundiert“ galten ihm Namen, die folgende Kriterien erfüllten:
1. Kontinuität des Namens seit romanischer Zeit auf Grund des Siedlungskontakts (z. B. Salorno, Cauria, Egna, Vadena).
2. Nähe des benannten Objekts zur italienischen Sprachgrenze und folglich Sprachkontakt (z. B. Stelvio, Venosta, San Candido, Pusteria).
3. Hoher Verkehrswert des Namens auf Grund der Relevanz des benannten Objekts für den italienischen Sprachraum (z. B. Bolzano, Merano, Bressanone, Sterzen).

Laut Kollmann können von den insgesamt 116 Südtiroler Gemeindenamen lediglich 55 als „historisch fundiert“ gelten, wobei in Einzelfällen das angestammte Exonym mit dem derzeitigen offiziellen italienischen Namen nicht übereinstimmt (z. B. Corné statt Cornedo, Nova Tedesca statt Nova Ponente, Sterzen statt Vipiteno, Oltemo statt Ultimo). Die Gesamtzahl der „historisch fundierten“ italienischen Orts- und Flurnamen beläuft sich gemäß der Studie auf ca. 200. Bei über 10.000 amtlichen italienischen Toponymen entspricht dies in relativen Zahlen ausgedrückt einem Anteil von unter 2 %.

## Gesetzlicher Status der Zwei- bzw. Dreisprachigkeit der Orts- und Flurnamen

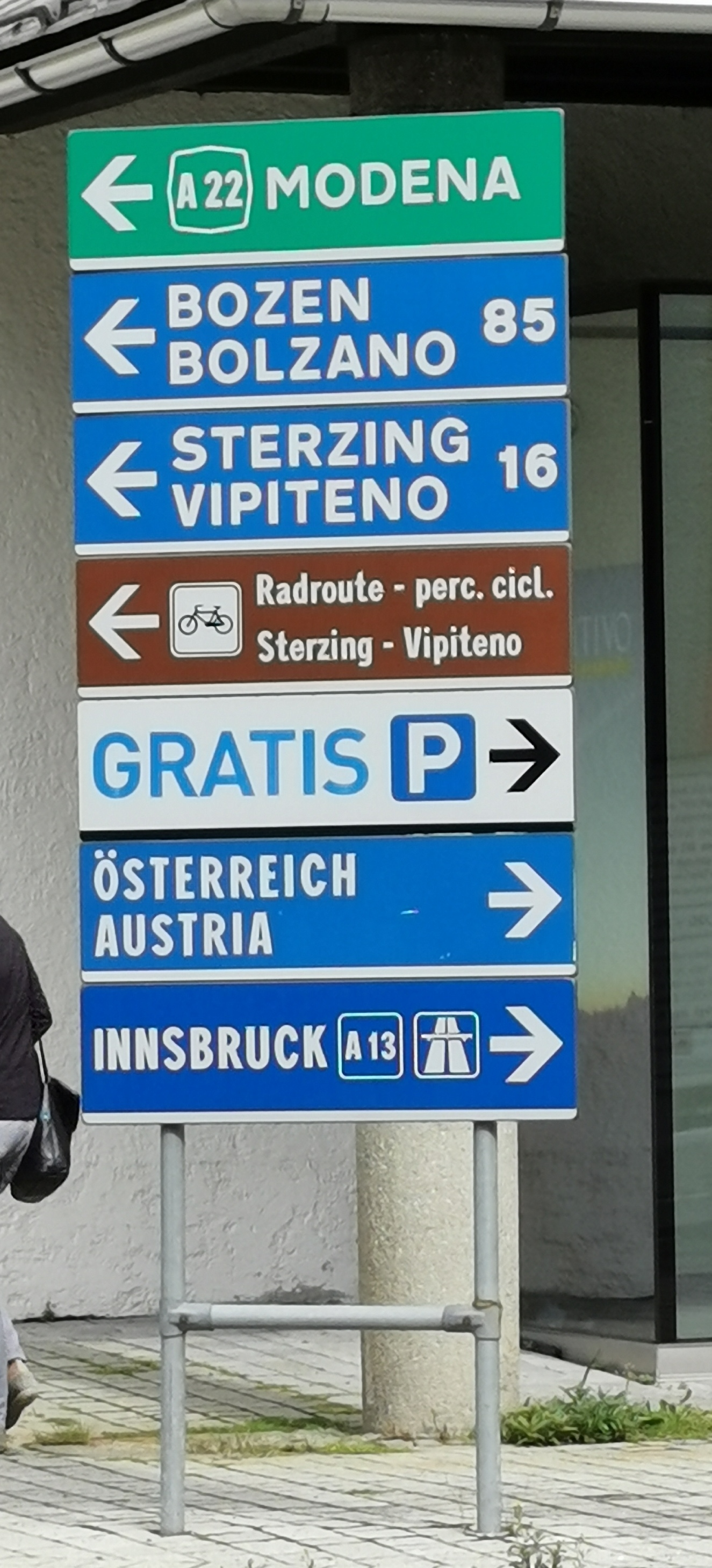
Zweisprachiges Straßenschild in der Ortschaft Brenner

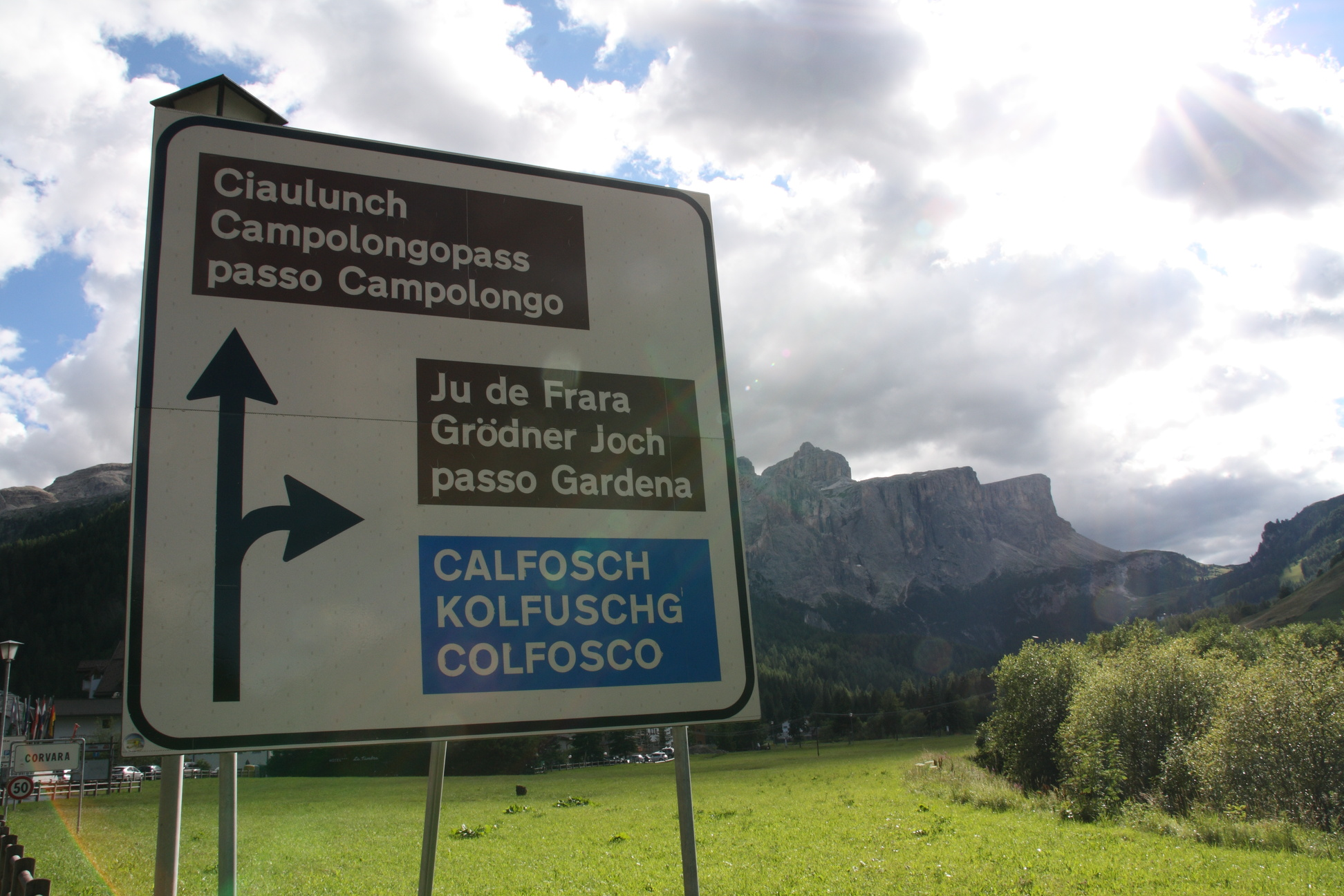
Dreisprachiges Straßenschild im Gadertal

In Südtirol gilt offiziell flächendeckende deutsch-italienische Zweisprachigkeit und regionale ladinisch-deutsch-italienische Dreisprachigkeit (im Südtiroler Anteil Ladiniens). Diese Zwei- bzw. Dreisprachigkeit findet ihren Niederschlag auch in der amtlichen Orts- und Flurnamengebung. 
Die Amtlichkeit der Toponyme zeigt dabei graduelle Abstufungen: Der offizielle Status der meisten italienischen Namen ist gesetzlich abgesichert. Er fußt einerseits auf dem Namensdekret von 1923 aus der Zeit des italienischen Faschismus, andererseits auf dem Vorhandensein in den amtlichen topografischen Karten des Militärgeographischen Instituts. Die Verwendung der deutschen und ladinischen Toponyme wird prinzipiell im Südtiroler Autonomiestatut behandelt: Artikel 101 sieht vor, dass die öffentliche Verwaltung gegenüber den deutschsprachigen Bürgern die deutschen Ortsnamen verwenden muss, wenn ein Landesgesetz ihr Vorhandensein festgestellt und die Bezeichnung genehmigt hat; Artikel 102 gewährt der ladinischen Bevölkerung das Recht auf Wahrung ihrer Ortsnamen. Allerdings sind die deutschen und ladinischen Toponyme de jure nicht bestätigt, da sie in keinem den Sachverhalt regelnden Dekret oder Landesgesetz aufscheinen.
Die deutschen und ladinischen Namen können jedoch als „halbamtlich“ eingeordnet werden, zumal sie von der öffentlichen Verwaltung verwendet werden und auf Südtiroler Landesebene den italienischen Namen gleichgestellt sind. Diverse Vorstöße des Südtiroler Landtags, die deutschen und ladinischen Toponyme festzulegen und gleichzeitig nie in Gebrauch gekommene italienische Toponyme zu streichen, scheiterten entweder an Einwänden italienischer Landespolitiker oder Einsprüchen der italienischen Regierung.
De facto hat die juristische Streitfrage kaum Auswirkungen: Deutsche und ladinische Namen sind systematisch in allen Kontexten in aktiver Verwendung. So sind sämtliche Ortstafeln und Verkehrsschilder heutzutage zweisprachig bzw. in ladinischsprachigen Landesteilen dreisprachig. Die Reihung der Ortsnamen auf der Beschilderung ist dabei nicht einheitlich geregelt. Nachdem bis dato die italienische Bezeichnung im Normalfall als erste gereiht worden war, fasste die Südtiroler Landesregierung – auf Anregung von Bruno Hosp – 1983 den Beschluss, dass von nun an bei der Beschriftung der Ortsschilder an den Landesstraßen und den vom Land instand gehaltenen Gemeindestraßen [...] jene Sprache Vorrang hat, die von der Mehrheit der Bevölkerung des betreffenden Ortes gesprochen wird. Diese Praxis fand nach der Übernahme des Netzes durch die Südtiroler Landesverwaltung 1997 auch auf Staatsstraßen nahezu flächendeckende Verbreitung, wodurch im Großteil Südtirols die deutschen Ortsnamen typischerweise erstgenannt sind. Im Straßenbereich räumt allein die Beschilderung der Brennerautobahn auf ganzer Länge den italienischen Bezeichnungen Vorrang ein. Zweisprachigkeit herrscht auch im Eisenbahnwesen, wobei auf den von der Rete Ferroviaria Italiana verwalteten Strecken die italienischen Namen erstgereiht ist, auf den von den Südtiroler Transportstrukturen verwalteten hingegen die deutschen Namen.

## Perzeption der amtlichen Toponomastik und Forderung nach einer Lösung
Die beschriebene Situation der offiziellen Orts- und Flurnamengebung wird in Südtirol kontrovers diskutiert und sorgt in Teilen der Bevölkerung, besonders der deutsch- und ladinischsprachigen, immer wieder für Unmut. Auf Seiten der italienischsprachigen Volksgruppe hingegen wird häufig für den Erhalt aller italienischen Ortsbezeichnungen argumentiert, sonst könnten sich die „italienischen Mitbürger als Italiener im italienischen Südtirol nicht identifizieren“ (Alessandro Urzì).
Forderungen nach der „vollamtlichen“ Anerkennung der deutschen und ladinischen Toponyme haben sich in der Politik bislang nicht durchgesetzt. Oft kommt eine weitere Forderung hinzu, nämlich die Abschaffung jener italienischen Orts- und Flurnamen, die in der Zeit unmittelbar vor und während des italienischen Faschismus konstruiert oder auf der Grundlage von mittelalterlichen Belegen rekonstruiert wurden.
Im selben Lichte werden von Teilen der heutigen Südtiroler Bevölkerung die konstruierten bzw. rekonstruierten Namen für die einzelnen Südtiroler Orte und Fluren wahrgenommen. Es kursieren Begriffe wie „tolomeisch-faschistische“, „faschistisch belastete“ oder „pseudoitalienische“ Namen. Diese Wortwahl dient der Abgrenzung zu den „echten“ italienischen Namen, die bereits vor Tolomei und außerhalb der faschistischen Namensdekrete überliefert sind. Über die Akzeptanz dieser Namen besteht sowohl in der Bevölkerung als auch parteiübergreifender Konsens.